# Тунгнафелсјекидл
Тунгнафелсјекидл (исл. Tungnafellsjökull — језик-планина и ледник) је ледник и вулкан на Исланду који се налази северозападно од Ватнајекула. Надморска висина највише тачке износи 1535 метара. Вулкан се састоји од две калдере, у једној је смештен ледник, док је друга огољена. Околина је прекривена слојем базалта, а ерупције нису забележене у последњих 10.000 година.